# Petriș
Petriș (in ungherese Marospetres) è un comune della Romania di 1 602 abitanti, ubicato nel distretto di Arad, nella regione storica della Transilvania.
Il comune è formato dall'unione di 6 villaggi: Almaș, Corbești, Ilteu, Obârșia, Seliște, Petriș, Roșia Nouă.
Tra i luoghi di interesse turistico del comune, si trovano:
- il Castello Salbek, del XIX secolo, oggi sede di una struttura per la cura delle affezioni polmonari
- la chiesa in legno dedicata alla Natività di Maria (Nașterea Maicii Domnului), costruita nel 1800, nel villaggio di Corbești
- la chiesa in legno dedicata a S. Dimitrie Mucenic, costruita nel 1809 e con decorazioni pittoriche del 1819, nel villaggio di Roșia Nouă
- il castello del villaggio di Ilteu, costruito in stile neoclassico alla fine del XVIII secolo.